# ليز دبليو. غارسيا
ليز دبليو. غارسيا (بالإنجليزية: Liz W. Garcia)‏ هي كاتبة سيناريو أمريكية، ولدت في 1977.

## وصلات خارجية
- ليز دبليو. غارسيا على موقع IMDb (الإنجليزية)
- ليز دبليو. غارسيا على موقع قاعدة بيانات الفيلم (الإنجليزية)